# 石门乡 (南召县)
石门乡，是中华人民共和国河南省南阳市南召县下辖的一个乡镇级行政单位。

## 行政区划
石门乡下辖以下地区：
竹园村、寺山村、党庄村、大冲村、孟山村、黑石寨村、大辛庄村、朱庵村、湖滨村、小张沟村、程岗村、岳沟村、寨沟村、孙庄村、周庄村、裴庄村、玉皇阁村、山根村、黑龙村和石门村。